# Cirrhoscyllium expolitum
Espèce
Répartition géographique
Statut de conservation UICN

 DD  : Données insuffisantes
Le Requin-carpette à moustache (Cirrhoscyllium expolitum) est une espèce de requins qui vit dans le Pacifique ouest, de 23 à 10° Nord et peut atteindre 30 cm de long.